# Eleccions presidencials finlandeses de 2000
El 16 de gener de 2000 es van celebrar eleccions presidencials a Finlàndia, amb una segona volta el 6 de febrer.
El resultat va ser la victòria de Tarja Halonen, del Partit Socialdemòcrata, que es va convertir en la primera dona presidenta del país. Durant les eleccions, Halonen era ministra d'Afers exteriors. El llavors president Martti Ahtisaari, del Partit Socialdemòcrata, havia indicat el gener de 1999 que acceptaria presentar-se un altre cop a les eleccions presidencials, però només si no se celebraven primàries. No obstant això, Jacob Söderman va anunciar la seva candidatura a principis d'abril de 1999, i durant l'última setmana d'aquest mes, Ahtisaari va anunciar que renunciava ser el candidat presidencial socialdemòcrata. En les seves memòries, Ahtisaari afirma que Tarja Halonen desitjava ferventment convertir-se en presidenta, afirmació que Halonen ha negat.
En 2000 va haver-hi altres tres candidates presidencials: Riitta Uosukainen, de la Coalició Nacional, Elisabeth Rehn, del Partit Popular Suec, i Heidi Hautala, dels Verds. La popularitat de Halonen va augmentar considerablement durant els últims mesos abans de la primera volta de les eleccions presidencials de 2000, mentre que la de Uosukainen i Rehn va disminuir. L'ex primer ministre Esko Aho, candidat presidencial centrista, es va convertir en el segon candidat més popular. Halonen va rebre vots de dones de tots els partits, i es va veure afavorida en part per l'absència d'un oponent d'esquerres important, i per la seva reputació de persona tolerant i orientada als drets humans. Les eleccions es van decidir per una mica més de 100.000 vots, i la participació va ser molt major que en les eleccions municipals de 1996 o en les parlamentàries de 1999.